# Mastigogomphus dissimilis
Mastigogomphus dissimilis – gatunek ważki z rodziny gadziogłówkowatych (Gomphidae). Występuje w południowej połowie Afryki; stwierdzony w Malawi, Zambii i Zimbabwe; prawdopodobnie występuje też w innych krajach, w tym w Angoli i Namibii.